# Polyethylen
Polyethylen (tiếng Anh: polyethylene hay polyethene; viết tắt: PE), là một nhựa nhiệt dẻo (thermoplastic)  được sử dụng rất phổ biến trên thế giới (hàng năm tiêu thụ trên 60 triệu tấn) để làm ra các sản phẩm như ống nhựa, mút cứng, túi nhựa.... Công thức tổng quát của nó là (̵C2H4)̵.
Polyethylen là một hợp chất hữu cơ (poly) gồm nhiều nhóm ethylen CH2-CH2 liên kết với nhau bằng các liên kết hydro nội phân tử.
Polyethylen được điều chế bằng phản ứng trùng hợp các monomer ethylen (C2H4).
n → 

## Tính chất vật lý
Polyethylen có màu trắng, hơi trong, không dẫn điện và không dẫn nhiệt, không cho nước và khí thấm qua.
Tùy thuộc vào loại PE mà chúng có nhiệt độ hóa thủy tinh Tg ≈ -100 ℃ và nhiệt độ nóng chảy Tm ≈ 120 ℃.

## Tính chất hóa học
Ở nhiệt độ cao hơn 70 ℃ PE hòa tan kém trong các dung môi như toluen, xylen, amylacetat, trichloroethylen, dầu thông. dầu khoáng,… Dù ở nhiệt độ cao, PE cũng không thể hòa tan trong nước, trong các loại rượu béo, aceton, ether ethylic, glycerin và các loại dầu thảo mộc.

## Ứng dụng

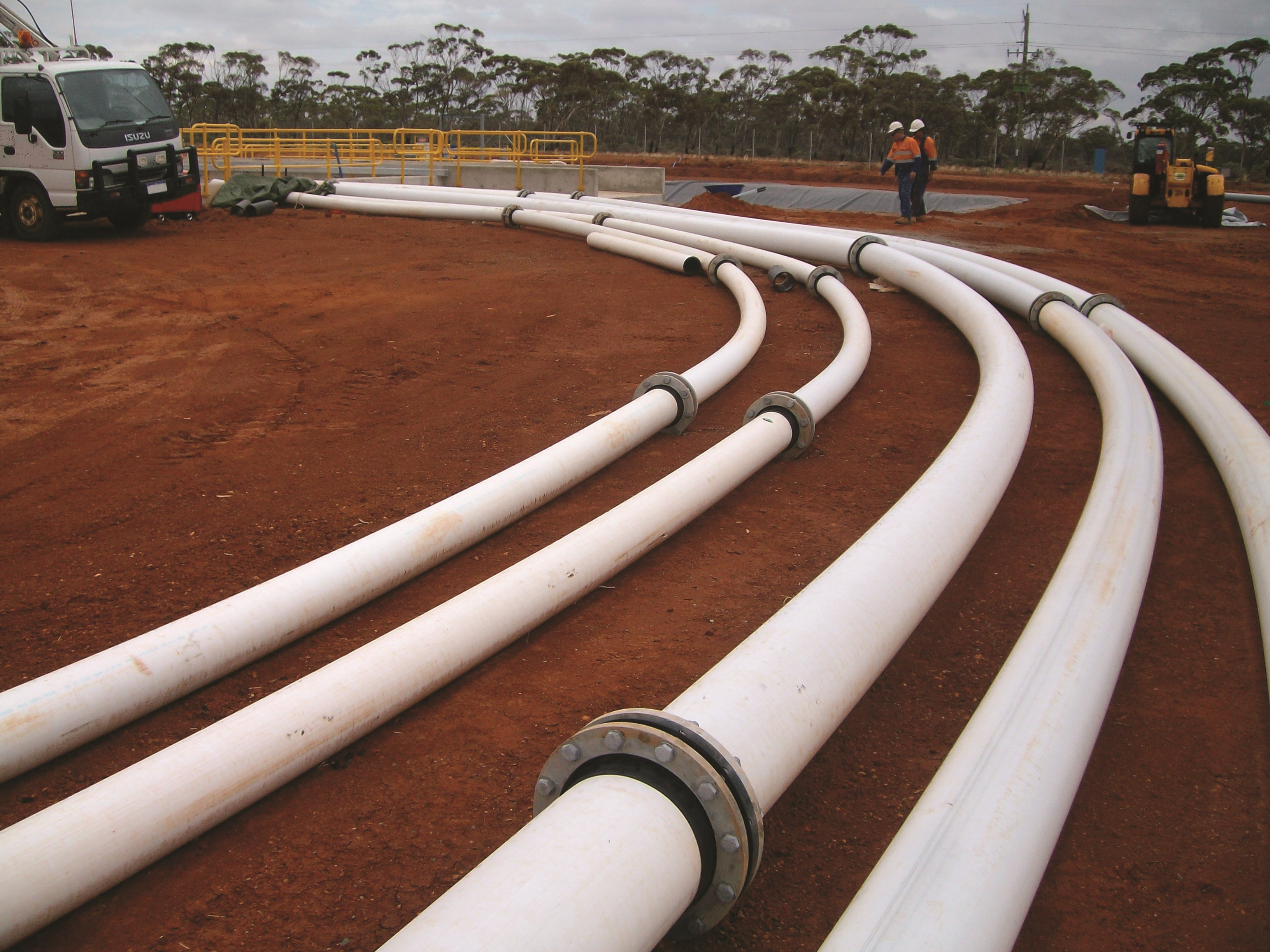
Ống nhựa bằng polyethylen. Lớp ngoài màu trắng PVC được ép đùn để giảm nhiệt, được gọi là Acu-Therm.

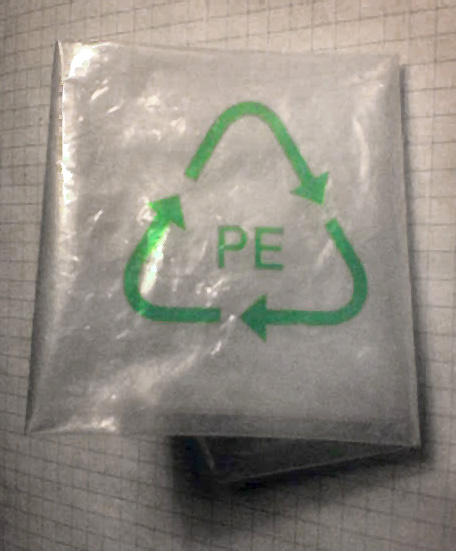
Một túi nhựa làm từ polyethylen

Do các tính chất trên, polyethylen được dùng bọc dây điện, bọc hàng, ruột đệm, chai lọ, chế tạo thiết bị trong ngành sản xuất hóa học.
Nhựa HDPE với đặc tính độ bền vật liệu vượt trội dần được ứng dụng nhiều trong cấp thoát nước, ống chịu nhiệt & hóa chất. Ngoài ra ở các nước phương Tây, ống HDPE đã được áp dụng làm ống bắn pháo hoa

## Phân loại
Dựa vào khối lượng phân tử, tỷ trọng, độ kết tinh và mức độ khâu mạch mà PE được chia thành tám loại:
| - VLDPE (PE tỷ trọng rất thấp) - LDPE (PE tỷ trọng thấp) - LLDPE (PE tỷ trọng thấp mạch thẳng) - MDPE (PE tỷ trọng trung bình) |  | - HDPE (PE tỷ trọng cao) - UHMWPE (PE có khối lượng phân tử cực cao) - PEX hay XLPE (PE khâu mạch) - HDXLPE (PE khâu mạch tỷ trọng cao) |  |  |

### VLDPE
Là một polyme chủ yếu là mạch thẳng, còn các mạch nhánh rất ngắn.
- Tỷ trọng: 0,880 - 0,915 g/cm³
- Được chế tạo nhờ quá trình trùng hợp triệt để dưới áp suất cao.
- Là chất vô định hình có độ mềm dẻo tuyệt đối, độ dai rất tốt, căng và tăng khả năng bảo vệ môi trường, mở rộng khả năng hỗn hợp với nguyên liệu chất dẻo mềm khác như PVC, EVA để thay đổi tính năng của nó.
- Dùng để sản xuất màng co, màng căng, găng tay bảo hộ, tham gia quá trình biến đổi các loại chất dẻo khác, màng công nghiệp, màng nhiều lớp.

### LDPE
- Tỷ trọng: 0,910–0,925 g/cm³
- Nhiệt độ hóa thủy tinh Tg ≈ 110 ℃

### LLDPE
- Tỷ trọng: 0,915–0,925 g/cm³

### MDPE
- Tỷ trọng: 0,926–0,940 g/cm³

### HDPE
Ngược với LDPE, HDPE được sản xuất đưới áp suất thấp với các hệ xúc tác như crom/silic catalysts, Ziegler-Natta hay metanloxen (metallocene).
- Tỷ trọng: 0,941–0,965 g/cm³

### UHMWPE
Là loại PE có khối lượng phân tử trung bình cỡ hàng triệu (từ 3,1 đến 5,67 triệu). UHMWPE rất cứng nên được ứng dụng làm sợi và lớp lót thùng đạn. 
- Tỷ trọng: 0,935–0,940 g/cm³.
- Nhiệt độ nóng chảy Tm ≈ 130 ℃

### PEX hay XLPE
Được chế tạo bằng cách cho thêm các peoxit hữu cơ (ví dụ: dicumyl peoxit,…) vào PE trong quá trình gia công. Các phương pháp khâu mạch PE tốt nhất là phương pháp đúc quay (rotational molding) và bức xạ hồng ngoại (irradiation).
PEX được ứng dụng làm màng nhựa, ống, dây và cáp điện.